# Daan Kagchelland
Daniël Marinus Johannes ("Daan") Kagchelland (Rotterdam, 25 maart 1914 – Den Haag, 24 december 1998) was een zeiler uit Nederland, die op 10 augustus 1936 de gouden medaille won bij de Olympische Spelen van Berlijn. 
Kagchelland deed dat in een boottype, de Olympiajol, die twee jaar daarvoor was ontwikkeld door Helmut Stauch. Zijn grootste rivaal, de Brit Peter Scott, moest na de zeven zeildagen genoegen nemen met brons.
De overwinning van de geboren Rotterdammer Kagchelland, een lichtgewicht van 'slechts' 75 kilogram die opgroeide bij de Rotterdamse Zeilvereeniging, in de Kieler Bocht was lange tijd de laatste Nederlandse gouden zeilmedaille bij de Olympische Spelen, tot Marit Bouwmeester tijdens de Olympische Spelen 2016 te Rio goud won. Voorts won Kagchelland in de jaren voorafgaand aan de Tweede Wereldoorlog tweemaal de Nederlandse titel: in 1937 (twaalfvoetsjol) en in 1938 (Olympiajol).